# Столица, Евгений Иванович
Евгений Иванович Столица (8 января 1870, с. Будеи, ныне Кодымского района Одесской области — 26 августа 1929, Москва) — российский художник, академик.

## Биография
Родился в семье лесничего. Первоначальное художественное образование получил в Одесском реальном училище Святого Павла (1888) у Г. А. Ладыженского. Жил в Петербурге.
- С 1888 года посещал занятия в ИАХ, сначала в качестве вольнослушателя, с 1890 — постоянного ученика у М. К. Клодта.
- В 1891 году был награждён малой серебряной медалью.
- В 1893 году — малой и большой серебряными медалями.
- В 1893 году за картину «Деревенская идиллия» получил звание классного художника второй степени.
- В 1893 году за картину «Спуск к морю» был удостоен денежной премии Общества поощрения художеств.
- В 1894—1897 году состоял стипендиатом Высшего художественного училища живописи, скульптуры и архитектуры при ИАХ в мастерской А. И. Куинджи.
- В 1896 году известный собиратель произведений русского искусства П. М. Третьяков приобрел для своей галереи с выставки учеников Академии художеств картину Е. И. Столицы «На реке Рось близ могилы Шевченко». В этом же году Общество поощрения художеств присудило ему премию за успехи в живописи.
- В 1897 году за картины «На берегу», «Ночной покой», «В саду» получил звание художника[1].
- С 1892 года участвовал в выставках Товарищества южнорусских художников и Весенних выставках в залах ИАХ.
- В 1890-х — 1900-х годах много путешествовал по Волге, Днепру, Каспийскому и Чёрному морям.
- В 1896 году вместе с художником К. Х. Вроблевским совершил поездку на Крайний Север; участвовал в плавании ледокола «Ермак» под руководством адмирала С. О. Макарова, посетил Швецию, Норвегию, Англию.
- В 1898 году вместе с другими учениками Куинджи совершил поездку в Германию, Францию и Австрию, организованную Куинджи.
- В 1899 году вновь побывал в Англии, откуда на ледоколе «Ермак» совершил ещё две полярные экспедиции.
- В 1904 году был откомандирован в штаб адмирала Макарова в Порт-Артур, работал над серией батальных картин.

Представлял свои работы на Всемирной выставке в Париже (1900). Был членом и экспонентом Мюнхенского Сецессиона (с 1905).
- В 1905 году за картину «Зима» получил бронзовую медаль на Международной художественной выставке в Льеже.
- В 1906 году награждён золотой медалью на Международной художественной выставке в Мюнхене.
- В 1908 году стал одним из основателей  Общества художников имени А. И. Куинджи, неоднократно удостаивался премиями на его конкурсах.
- В 1909 году стал академиком.
- В 1916—1922 годах жил в Ананьеве Херсонской губернии, в 1922—1924 годах — в Сергиевом Посаде (работал хранителем музея Троице-Сергиевой лавры, занимался реставрацией икон), с 1924 года  жил и работал в Москве. Являлся членом объединений АХРР (с 1922), «Клич» (с 1924).

В память о нём были организованы выставки его произведений в Москве (1963), Одессе (1976).
Его работы находятся во многих музейных собраниях, в том числе в Государственной Третьяковской галерее, Самарском областном художественном музее, Одесском художественном музее, 61 работа в Череповецком музейном объединении, 1 работа в Пензе, 1 работа в Государстваенном Художественном музее в Ханты-Мансийске.
Похоронен на Новодевичьем кладбище.

## Адреса в Ленинграде
- ул. Большая Зеленина, д. 29.

## Галерея
- Прилетели аисты (1899)
- В усадебном парке (1900)
- Электрический утёс (1904)
- Осень (1905)
- Осенний пейзаж (1905)
- Закат. Мельница[5] (1906)
- Хата (1912)
- Весна (1915)
- На задворках (1916)